# معنی زندگی
معنای زندگی یا پاسخ به این پرسش که «هدف از زندگی چیست؟»، با اهمیت زندگی و به بیان کلی با مفهومِ وجود و هستی گره خورده است. بسیاری از پرسش‌های دیگر نیز به همین موضوع مربوط است: «چرا ما اینجا هستیم؟»، «اساساً زندگی یعنی چه؟» یا «هدف غائی از هستی و بودن چیست؟». بسته به زمینه‌های فرهنگی و اعتقادی مختلف، پاسخ‌های فراوان و بسیار متفاوتی به این پرسش‌ها داده شده است. کندوکاو در معنای زندگی، گمانه‌زنی‌های فلسفی، علمی، مذهبی و ماوراءالطبیعه‌ای زیادی را در طول تاریخ ایجاد کرده است. مردمان و فرهنگ‌های مختلف در پاسخ به این پرسش، باورهای متفاوتی دارند.
معنای زندگی، آن‌طور که ما می‌پنداریم، نشأت‌گرفته از تأملات فلسفی و دینی و پژوهش‌های علمی در مفاهیمی چون «هستی»، «پیوندهای اجتماعی»، «خودآگاهی» و «خوشبختی» است.

## نماهای محبوب
«معنی زندگی چیست؟» پرسشی است که بسیاری از مردم در دوره ای از زندگی خود از خود می‌پرسند، بیشتر در زمینه «هدف زندگی چیست؟». برخی از پاسخ‌های رایج عبارتند از:

### به توانایی و آرمان خود پی بردن
- برای دنبال کردن رؤیاها.[۲]
- خرج کردن آن برای چیزی که دوام بیشتری داشته باشد.[۳]
- مهم بودن: برای چیزی ایستادن، ایجاد تفاوتی که نشان بدهد اصلاً زندگی کردی.[۳]
- برای گسترش توانایی‌های خود در زندگی.[۴]
- برای تبدیل شدن به فردی که همیشه می‌خواستید باشید.[۵]
- برای تبدیل شدن به بهترین نسخه از خود.[۶]
- برای جستجوی خوشبختی[۷] و شکوفا شدن.[۸]
- برای اینکه یک انسان واقعی باشید.[۹]
- برای اینکه بتوان تمام وجود خود را در احساسات، کار و باورهای خود قرار داد.[۳]
- برای دنبال کردن یا تسلیم شدن به سرنوشت خود.[۱۰][۱۱]
- برای دستیابی به خوش‌روانی،[۱۲] شکوفایی روح انسانی.

### تکامل یا رسیدن به کمال زیستی
- برای فرگشت،[۱۳]
- برای حفظ جان،[۱۴] اینکه تا جایی که ممکن است زندگی کنید،[۱۵] از جمله پیگیری جاودانگی (از طریق ابزارهای علمی).[۱۶]
- برای تمدید حیات[۱۶] یا به تعویق انداختن مرگ.[۱۷]
- برای به حداکثر رساندن مزیت ژن‌ها از نظر انتخاب طبیعی، با داشتن فرزندان زیاد یا فرزندان غیرمستقیم از طریق خویشاوندان.[۱۸]
- تکثیر شدن، تولید مثل.[۲] «رؤیای» هر سلول این است که به دو سلول تبدیل شود.[۱۹][۲۰][۲۱][۲۲]

### جویای حکمت و دانش
- برای گسترش درک خود از جهان.[۴]
- برای دنبال کردن سرنخ‌ها و خارج شدن از راه خروجی.[۲۳]
- برای یادگیری هرچه بیشتر چیزها در زندگی تا جایی که امکان دارد.[۲۴]
- برای دانستن در مورد بسیاری از چیزها تا جایی که امکان دارد.[۲۵]
- جستجوی حکمت و دانش و رام کردن ذهن برای اجتناب از رنج ناشی از نادانی و یافتن خوشحالی.[۲۶]
- برای مواجهه با ترس‌هایمان و پذیرش درس‌هایی که زندگی به ما ارائه می‌دهد.[۱۰]
- برای یافتن معنا یا هدف زندگی.[۲۷][۲۸]
- برای یافتن دلیلی برای زندگی کردن.[۲۹]
- برای رفع عدم تعادل ذهن با درک ماهیت واقعیت.[۳۰]

### فلسفه اخلاق
- دنیا را به عنوان مکانی بهتر از آنچه پیدا کردی ترک کنی.[۲]
- تمام تلاش خود را بکنید تا هر موقعیتی را بهتر از آنچه که پیدا کرده‌اید ترک کنید.[۲]
- به نفع دیگران.[۳۱]
- برای دادن بیشتر از آنچه که می‌گیرید.[۲]
- برای پایان دادن به رنج.[۳۲][۳۳][۳۴]
- برای ایجاد برابری اجتماعی.[۳۵][۳۶][۳۷]
- برای به چالش کشیدن ظلم.[۳۸]
- برای بازتوزیع درآمد و ثروت.[۳۹][۴۰]
- سخاوتمند بودن.[۴۱][۴۲]
- برای کمک به بهزیستی و روحیه دیگران.[۴۳][۴۴]
- برای کمک به دیگران،[۸][۴۲] به یکدیگر کمک کردن.[۴۵]
- از هر فرصتی برای کمک به دیگری در جهان استفاده کنید.[۲]

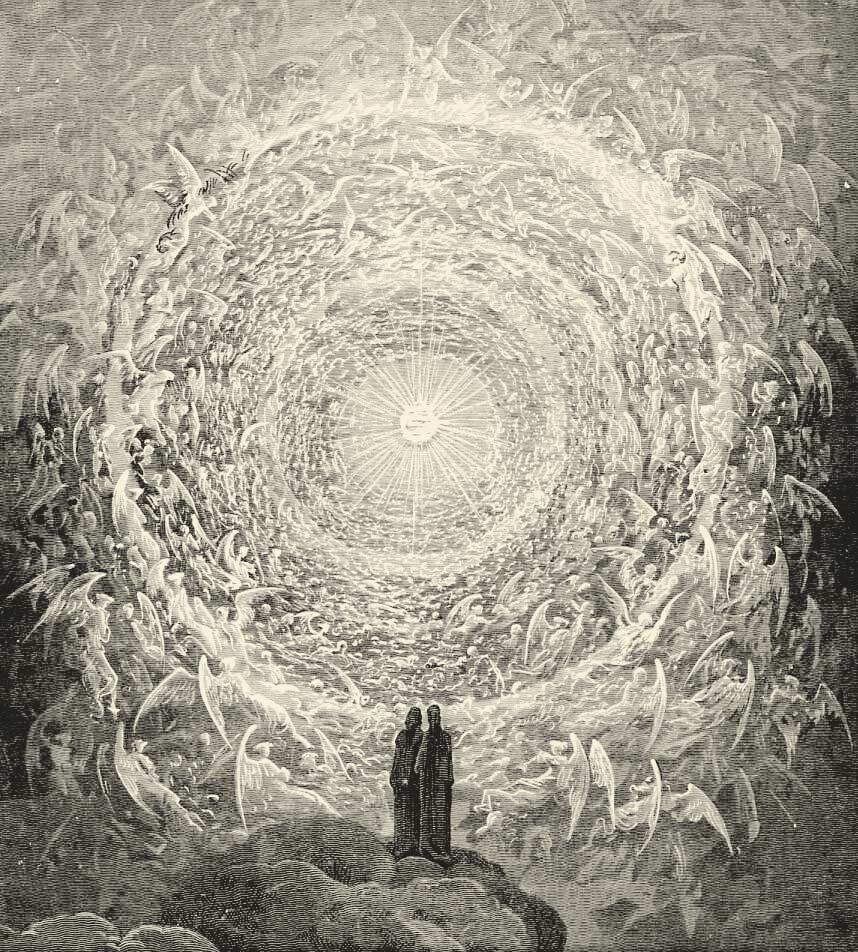
دانته و بئاتریس خدا را به عنوان نقطه ای از نور می‌بینند که توسط فرشتگان احاطه شده است. از گوستاو دوره کمدی الهی

- خلاق و نوآور باشید.[۴۳]
- بخشیدن.[۲]
- برای پذیرفتن و بخشش عیوب انسان.[۴۶]
- از نظر احساسی صمیمانه بودن.[۳]
- مسئول بودن.[۳]
- محترم بودن.[۳]
- برای صلح‌جویی.[۳]

### معانی مربوط به دین
- برای اینکه انسان اهمیت دارد. بشریت نوعی رابطه مهم با یک نیروی برتر دارد، زندگی ما بخشی از یک نقشه بزرگ است، حتی جهان با در نظر گرفتن انسان طراحی شده است.[۴۷]
- برای رسیدن به بالاترین بهشت و قرار گرفتن در قلب الهی.[۴۸]
- برای داشتن روح پاک و تجربه خدا.[۳]
- برای درک راز خداوند.[۱۰]
- شناختن یا رسیدن به اتحاد با خدا.[۴۹][۵۰]
- خود را شناختن، دیگران را شناختن و اراده بهشت را شناختن.[۵۱]
- دوست داشتن چیزی بزرگتر، با عظمت تر و فراتر از خودمان، چیزی که خلق نکرده‌ایم یا قدرت خلق کردنش را نداریم، چیزی ناملموس و مقدس با اعتقاد خودمان به آن.[۲]
- دوست داشتن خدا[۴۹] و همه مخلوقات او.[۵۲]
- برای تسبیح خدا برای لذت بردن از او برای همیشه.[۵۳]
- برای گسترش دین خود و به اشتراک گذاشتن آن با دیگران.[۵۴][۵۵]
- عادلانه رفتار کن، رحمت را دوست بدار و با خدای خود فروتنانه قدم بردار.[۵۶]
- برای به دست آوردن آزادی. پیدایش ۱:۲۸
- برای پر کردن زمین و تسلط بر آن. در کتاب مقدس آمده است بارور باشید و کثیر شوید[۵۷] (Genesis 1:28)[۵۷]
- برای خدمت به بشریت،[۵۸] برای آماده شدن برای ملاقات با خدا[۵۹] و بیشتر شبیه خدا شدن،[۶۰][۶۱][۶۲][۶۳] برای انتخاب خیر بر شر،[۶۴] و داشتن شادی.[۶۵][۶۶]
- [خداوندی] که مرگ و زندگی را آفرید تا شما را بیازماید که چه کسی نیکوکار است و او توانا و آمرزنده است. [قرآن ملک ۲]
- برای عبادت خدا و ورود به بهشت در آخرت.[۶۷]

### دوست داشتن، احساس کردن، لذت بردن از عمل زندگی کردن
- برای دوست داشتن بیشتر.[۲]
- دوست داشتن کسانی که از همه مهم‌تر هستند. هر زندگی را که لمس کنید زندگی به شما بازگردانده می‌شود.[۲]
- ارزش داشتن هر احساس لذت‌بخشی که فرد دارد.[۲]
- جست و جوی زیبایی در همه اشکالش.[۲]
- برای تفریح یا لذت بردن از زندگی.[۱۰][۴۳]
- برای لذت بردن[۳] و دوری از درد.[۳][۶۸]
- دلسوز بودن.[۳]
- از اشک و درد دیگران متأثر شویم و از روی محبت و دلسوزی به آنها کمک کنیم.[۲]
- تا جایی که توان داریم دیگران را دوست داشته باشیم.[۲]
- برای خوردن، نوشیدن و شادی.[۶۹]

### قدرت داشتن، بهتر بودن
- برای اراده قدرت[۷۰] و برتری.[۶۸]
- برای حکومت بر جهان.[۷۱]
- برای شناخت و تسلط بر جهان.[۵۴][۷۲]
- شناخت و تسلط بر طبیعت.[۷۳]
- برای کمک به قدرتمند شدن زندگی تا حد امکان.[۷۴]

### زندگی معنی ندارد
- زندگی یا وجود انسان معنا و هدف واقعی ندارد زیرا وجود انسان از یک ممکن خاص (فلسفه) در طبیعت به وجود نیامده است و هر چیزی که تصادفی وجود داشته باشد، هدفی ندارد.[۳۰]
- زندگی معنایی ندارد، اما ما به عنوان انسان سعی می‌کنیم معنا یا هدفی را با هم مرتبط کنیم تا بتوانیم وجود خود را توجیه کنیم.[۲]
- هیچ نکته ای در زندگی وجود ندارد و این دقیقاً همان چیزی است که آن را بسیار خاص می‌کند.[۲]

### نباید به دنبال شناخت و درک معنای زندگی بود
- پاسخ به معنای زندگی آنقدر عمیق است که بتوان آن را شناخت و درک کرد.[۳۰]
- اگر به دنبال معنای زندگی باشید هرگز زندگی نخواهید کرد.[۲]
- معنای زندگی، فراموش کردن جستجوی معنای زندگی است.[۲]
- در نهایت، انسان نباید بپرسد که معنای زندگی او چیست، بلکه باید تشخیص دهد که این خود آنها هستند که از آنها پرسش می‌شود. در یک‌کلام، زندگی هر فردی را زیر پرسش می‌برد. و آنها فقط با پاسخگویی به جان خود می‌توانند پاسخگوی زندگی باشند. آنها فقط با مسئولیت‌پذیری می‌توانند به زندگی پاسخ دهند.[۷۵]

## بررسی ارتباط محیط خانوادگی کودک و معنای زندگی در بزرگسالی
یک عنصر کلیدی زندگی معنادار، ارتباط است. یک واسطه بالقوه بین محیط خانواده دوران کودکی و معنای زندگی در بزرگسالی، احساس تنهایی است. توانایی ایجاد روابط صمیمانه سالم و رضایت بخش در بزرگسالی به شدت تحت تأثیر محیط خانواده دوران کودکی است، که شامل کیفیت عاطفه ای است که کودک از والدین خود دریافت می‌کند. کسانی که در خانواده‌هایی بزرگ شده‌اند که با کمبودهای عاطفی یا بی‌توجهی روبرو بوده‌اند در بزرگسالی از مشکل تنهایی بیشتر رنج می‌برند. تحقیقات نشان می‌دهد که کودکانی که در خانه‌هایی بزرگ می‌شوند که با فرزندپروری سرد، بدرفتاری، و ناکارآمدی تعریف می‌شوند، به بزرگسالانی تبدیل می‌شوند که برای ایجاد وابستگی صمیمی به دیگران تلاش زیادی می‌کنند و تنهایی بیشتری را تجربه می‌کنند. با توجه به اهمیت روابط برای معنادار بودن، ممکن است کیفیت روابط اولیه زندگی، به ویژه در بافت خانواده، بر احساس معنا در زندگی در بزرگسالی تأثیر بگذارد. یک محیط خانوادگی گرم، ایمن و همین‌طور ایمن از نظر عاطفی، احساس تعلق را به کودکان می‌دهد، یعنی این احساس که مورد توجه، احترام و محبت قرار می‌گیرند و احساس تعلق باعث می‌شود افراد زندگی خود را در بزرگسالی معنادارتر ارزیابی کنند.

## تنهایی و معنای زندگی
محققان دریافته‌اند که تنهایی سطوح پایین‌تری از معنای زندگی را موجب می‌شود. روانشناسان نشان داده‌اند که طرد شدن تهدیدی برای معنا است. طبق پژوهش‌های انجام شده کسانی که احساس طرد شدن و کنار گذاشته شدن از یک رویارویی اجتماعی داشتند، احتمال بیشتری دارد که بگویند زندگی به‌طور کلی بی‌معنی است. تجارب طرد شدن ممکن است باعث شود افراد احساس تنهایی کنند و این احساس تنهایی ممکن است منجر به کم رنگ شدن معنای زندگی شود. در دو مطالعه نشان داده شده است که افرادی که احساس تنهایی مزمن دارند، زندگی خود را کم معنا ارزیابی می‌کنند؛ بنابراین، احساس تنهایی، انزوا و طرد شدن ممکن است احساس معنای زندگی فرد را تهدید کند.

## بررسی ارتباط دین و معنای زندگی
نویسنده آمریکایی جان گری می‌نویسد، «در مسیحیت، تاریخ نمی‌تواند بی معنا باشد: این یک نمایش اخلاقی است که با شورش علیه خدا شروع می‌شود و با آخرین داوری به پایان می‌رسد.» برخی استدلال کرده‌اند که اگر جهان هدفی نداشته باشد، زندگی ما بی معنی است. دیگران فکر می‌کنند که هدف کیهانی کاملاً بی ربط به معنای زندگی ما خواهد بود. برخی راه میانه را پیشنهاد می‌کنند که زندگی ما در غیاب هدف کیهانی می‌تواند معنادار باشد، اما اگر هدف کیهانی وجود داشته باشد، این پتانسیل وجود دارد که زندگی ما معنای بسیار بیشتری داشته باشد. بسیاری از مردم بر این باورند که خداوند یا دیگر موجودات ماوراء طبیعی برای معنادار بودن زندگی ضروری هستند، نشان می‌دهد که از نظر روانی، ارتباط مهمی بین ایمان دینی و احساس معنای زندگی وجود دارد. ایمان مذهبی به مردم کمک می‌کند تا احساس کنند که نه فقط برای دیگران، بلکه در طرح بزرگ چیزها اهمیت دارند یک توضیح ممکن مربوط به روشی است که دین تمایل دارد مانند چسب اجتماعی عمل کند و مؤمنان را به جوامع همفکر بکشاند. مردم اغلب حمایت اجتماعی و احساس تعلق را در چنین جوامعی می‌یابند که می‌تواند منبع قدرتمندی از معنای درک شده در زندگی باشد. از این رو، یک مسیر از دین به سمت احساس معنادار بودن زندگی می‌تواند از طریق این احساس باشد که شخص برای دیگران اهمیت دارد. می‌توان این توضیح را «فرضیه امر اجتماعی» نامید. احتمال دیگر این است که ایمان مذهبی به مردم کمک می‌کند تا احساس کنند که نه فقط برای دیگران، بلکه در طرح کلان چیزها اهمیت دارند. جهان قابل مشاهده به طرز غیرقابل تصوری وسیع و باستانی است: قطر آن تقریباً ۹۳ میلیارد سال نوری و حدود ۱۴ میلیارد سال سن دارد. با این پس‌زمینه، به راحتی می‌توان فهمید که چرا برخی انسانیت را کاملاً بی‌اهمیت می‌دانند. همان‌طور که استیون هاوکینگ زمانی بیان کرد، «علم به ما می‌گوید که بشر فقط یک تفاله شیمیایی در سیاره ای با اندازه متوسط است که به دور یک ستاره بسیار متوسط در حومه بیرونی یکی از صد میلیارد کهکشان می‌چرخد.» این یک فکر نشاط‌آور نیست. این‌جایی است که دین وارد می‌شود. ارنست بکر، انسان‌شناس فرهنگی، در انکار مرگ (۱۹۷۳) استدلال کرد که ایمان مذهبی مردم را از این نتیجه‌گیری که انسانیت از نظر کیهانی بی‌اهمیت است با پیوند دادن ما با موجودی نامتناهی، بازمی‌دارد. بسیاری از سنت‌های دینی با داستان‌هایی در مورد منشأ و هدف جهان آمده‌اند. این ایده در کتاب مقدس یافت می‌شود که عنوان می‌کند که با وجود جثه کوچک، انسان‌ها به دلیل محبت خداوند به انسان از اهمیت ویژه‌ای برخوردار هستند. می‌توان این ایده که ایمان دینی با تقویت حس اهمیت کیهانی از معنای درک شده در زندگی پشتیبانی می‌کند - «فرضیه اهمیت کیهانی» (Cosmic Significance) نامید. این دو فرضیه برآورده شدن اهمیت اجتماعی و کیهانی توسط دین بیشتر در زمینه کشورهای غربی مطرح است، که مذهبی بودن نوعاً به معنای اعتقاد به خدای خالق است. آیا پرورش حس اهمیت کیهانی بدون پذیرش باورهای دینی امکان‌پذیر است؟ ممکن است کسی به علم کمک کند (یعنی تلاش برای درک جهان)، یا برای محافظت از زمین در برابر بحران آب و هوا یا سایر تهدیدات جهانی تلاش کند. اینها چیزهای بسیار مهم و خوبی هستند که در زندگی فرد انجام می‌شود. با این حال، تأثیرات چنین تلاش‌هایی محدود به مقیاس نسبتاً فروتنانه سیاره زمین است - که باز هم، بخش بسیار کوچکی از کیهان به‌طور کلی است. علاوه بر این، حتی اگر تلاش‌های فرد موفقیت‌آمیز باشد، این منابع مهم سکولار احتمالاً نیازمند مقدار زیادی کار سخت، فداکاری و فرصت‌هایی هستند که در دسترس همگان نیست. از این رو، دین ممکن است منبع منحصر به فردی از معنای درک شده در زندگی باشد. اگر کسی مذهبی نیست ممکن است در کنار کارل مارکس قرار بگیرید که نوشته بود «دین آه مخلوق مظلوم، قلب دنیای بی‌قلب و روح شرایط بی‌روح است. دین افیون مردم» است؛ یعنی ممکن است اینطور در نظر گرفته شود که دین با ایجاد توهم‌های مثبت به زندگی معنا می‌بخشد - یعنی تسلیت بخش است، اما چیزی بیش از یک خیال نیست. در هر صورت، یکی از مفاهیم این است که احساس یک فرد مبنی بر معنادار بودن زندگی خود به درک او از اهمیت خود بستگی دارد. از این رو، کسانی که به دنبال داشتن زندگی معنادارتر هستند، بهتر است به دنبال راه‌هایی باشند که از طریق آن می‌توانند اهمیت داشته باشند - خواه این به معنای اهمیت داشتن برای افراد دیگر، برای جامعه، یا شاید حتی در طرح بزرگ جهان باشد.
روی بامایستر در کتاب معنای زندگی بر اساس بررسی یافته‌های تجربی در مورد طیف وسیعی از موضوع‌ها از جمله عشق، کار، مذهب، فرهنگ، خودکشی و والدین به این نتیجه رسیده است که معنادار بودن زندگی توسط چهار عامل شکل می‌گیرد. چهار عنصر یا معیارهای یک زندگی معنادار عبارتند از:
1. اول، هدف، زمانی که افراد فعالیت‌های فعلی خود را مرتبط با پیامدهای آینده بدانند. هدف مقصودی را برای رفتار ما فراهم می‌کند. به فعالیت‌های ما معنا می‌بخشد. ارزش یا توجیه چیزی است که ما می‌خواهیم اعمالمان داشته باشد.
2. دوم، کارآمدی یا اثربخشی. مردم زمانی احساس کارآمدی می‌کنند که درک کنند که بر نتیجه کار خود کنترل دارند و می‌توانند از راه‌های مهمی تغییر ایجاد کنند. کارآمدی تمایل ما به کنترل برخی رویدادها و ایجاد تفاوت است. این حسی است که ما توانایی رسیدن به اهدافمان را داریم. ما با رویارویی با چالش‌ها احساس کارایی می‌کنیم. وقتی مردم احساس می‌کنند کنترلی بر موقعیت‌های استرس‌زا ندارند، نسبت به زمانی که احساس می‌کنند کنترل دارند، حتی اگر این احساس توهم‌آمیز باشد، در اثر استرس دچار مشکلات سلامتی می‌شوند.
3. سوم، ارزش، مردم می‌خواهند اعمال خود را دارای ارزش مثبت یا توجیه اخلاقی بدانند. به این معنا که افراد انگیزه دارند به گونه‌ای عمل کنند که نشان دهندهٔ ارزش اخلاقی مثبت باشد یا حداقل رفتار خود را مطابق با آرمان‌ها و معیارهای مورد تأیید و قابل قبول تفسیر کنند. مردم می‌خواهند بدانند که زندگی آنها ارزش واقعی دارد. ما به دنبال توجیه رفتار خود هستیم، حتی زمانی که اعمال ما غیراخلاقی تلقی می‌شود. ما نیاز شدیدی به توجیه داریم. شغل‌ها یکی از مؤثرترین منابع برای خود ارزشمندی و معنا هستند.
4. چهارم، عزت نفس مثبت، مردم به دنبال راه‌هایی هستند تا ثابت کنند که افرادی با ویژگی‌های مطلوب هستند. عزت نفس به معنای این است که فرد ارزش دارد، به خود احترام می‌گذارد و از دیگران احترام می‌گیرد. در عمل، این معمولاً به معنای احساس برتری نسبت به دیگران است.[۷۹]

روی بامایستر می‌نویسد: دین یکی دیگر از منابع اصلی معنا در زندگی است، «اما ظاهراً مردم می‌توانند همان گونه‌های معنا را در جای دیگری دریافت کنند.» «مذهب ممکن است همیشه بهترین راه برای معنا بخشیدن به زندگی نباشد، اما احتمالاً مطمئن‌ترین راه است.» به‌طور بالقوه می‌تواند هر چهار نیاز به معنا را برآورده کند. دین با کمک به معنادار شدن چیزها، کارایی را ارضا می‌کند. وقتی همه چیز منطقی باشد، وقتی مردم آن را به رویدادهای مطلوب آینده مرتبط می‌بینند، رنج کاهش می‌یابد. دین به نیاز انسان به تعلق پاسخ می‌دهد. افرادی که روابط قوی در درون گروه مذهبی برقرار می‌کنند، تمایل دارند در گروه بمانند. در واقع، روابط در گروه‌های مذهبی بیش از دکترین اهمیت دارند. مذاهب معمولاً قول می‌دهند که به مؤمنان کمک کنند تا با تأثیرگذاری بر خدا برای مداخله در دنیای طبیعی، مانند کمک به بهبود بیماری یا ارتش برای پیروزی در جنگ، کنترلی اعمال کنند. اعتقاد به این آموزش می‌تواند نیاز به اثربخشی را برآورده کند اما این ادعا که دین چنین تأثیری ایجاد می‌کند، در معرض آزمایش و رد علمی است، همان‌طور که در مورد این اعتقاد که دعای مسیحی برای بیماران به بهبودی آنها کمک می‌کند، اتفاق افتاده است. عزت نفس نیاز دیگری است که دین می‌تواند آن را برآورده کند. به عنوان مثال، یهودیان زمانی معتقد بودند که قوم برگزیده خدا هستند و در نتیجه برتر از بقیه بشریت هستند. بیشتر ادیان تعلیم می‌دهند که آنها به تنهایی حقیقت را دارند، در حالی که معتقدان به آموزه‌های دیگر محکوم هستند. بامایستر نوشته است افول دین ممکن است یافتن معنا را برای بسیاری دشوارتر کند.

## ثروت و معنای زندگی
در حالی که ساکنان کشورهای ثروتمند رضایت بیشتری از زندگی دارند، تحقیقات جدید نشان می‌دهد که کسانی که در کشورهای فقیرتر زندگی می‌کنند، معنای بیشتری در زندگی دارند. این یافته‌ها که در مجله علم روان‌شناسی منتشر شده است، نشان می‌دهد که معنای زندگی ممکن است در کشورهای فقیرتر در نتیجه گسترش دینداری، بیشتر باشد. هر چه کشورها ثروتمندتر می‌شوند، مذهب کمتر در زندگی مردم نقش محوری پیدا می‌کند و آنها احساس معنایی در زندگی را از دست می‌دهند. در سال ۲۰۰۷، یک نظرسنجی در مقیاس بزرگ از بیش از ۱۴۰۰۰۰ شرکت‌کننده از ۱۳۲ کشور بررسی کردند. علاوه بر پاسخ به یک سؤال اساسی رضایت از زندگی، از شرکت کنندگان پرسیده شد: «آیا احساس می‌کنید زندگی شما هدف یا معنای مهمی دارد؟» و «آیا مذهب بخش مهمی از زندگی روزمره شماست؟» داده‌ها برخی از روندهای غیرمنتظره را نشان داد: بررسی در بسیاری از کشورها نشان می‌داد که مردم در کشورهای ثروتمندتر تحصیلکرده‌تر هستند، فرزندان کمتری دارند و نگرش‌های فردگرایانه‌تری نسبت به کشورهای فقیر نشان می‌دهند - اینها همه عواملی است که با رضایت بیشتر از زندگی مرتبط هستند اما آنها احساس معنادار بودن بسیار پایین‌تری از زندگی دارند. داده‌ها حاکی از آن است که دینداری ممکن است نقش مهمی داشته باشد: ساکنان کشورهای ثروتمند، که دینداری در آنها پایین‌تر است، نسبت به کشورهای فقیرتر، معنای کمتری در زندگی گزارش کردند و نرخ خودکشی بالاتری داشتند. به گفته محققان، دین ممکن است تا حدی به زندگی معنا بدهد که به افراد کمک کند تا بر مشکلات شخصی غلبه کنند و در شرایط بد اقتصادی با مشکلات کار برای بقای خود کنار بیایند.

## فرزندآوری و معنای زندگی
از دیدگاه فرگشتی ژن، ژن‌ها جاودانه هستند و نقش ما، یعنی معنای زندگی، تداوم بخشیدن به ژن هاست. بر پایه این دیدگاه طی چند قرن، تمام آثار وجودی ما به عنوان افراد انسانی - خاطرات ما، همه دستاوردهای ما - احتمالاً از بین می‌رود و فراموش می‌شود، به جز ژن‌هایی که از ما که با موفقیت در طول نسل‌ها تکثیر شده و باقی می‌مانند اما به عنوان انسان، مشکل شناسایی معنای زندگی با داشتن فرزند این است که پیوند معناداری زندگی فقط با تولید کودک، توهین به کرامت انسانی، تفاوت‌های فردی و انتخاب شخصی به نظر می‌رسد. برای بسیاری از بزرگسالان، نداشتن فرزند برای خودشان، جهان، اقتصاد یا برای فرزندان احتمالی‌شان انتخاب درستی است. سقراط، ژولیوس سزار، لئوناردو داوینچی، جرج واشینگتن، جین آستن، فلورانس نایتینگل، جان کیتس، ونسان ون گوگ، ولادیمیر لنین و استیون پینکر تا آنجا که مشخص شده است فرزندان بیولوژیکی نداشتند. آیا معنادار بودن زندگی آنها، تأثیر یا وجود آنها را می‌توان انکار کرد؟ از منظر اخلاقی اگر جان انسان برای فرزندخوانده، والدین، تولید خلاق، آموزش، کار داوطلبانه یا هر چیزی که به دیگران کمک می‌کند و به شادی می‌افزاید و دنیا را به مکانی بهتر تبدیل می‌کند، وقف شود، صرف سنگ‌هایی شده است که معنای انسانی از آن سرچشمه می‌گیرد. همچنین، تنها دانه نیست که محصول پرباری تولید می‌کند، بلکه کل باغ و تمام آنچه برای پرورش آن نیاز است هم مهم هستند. محیط زیست بخش مهمی از این معادله است. فرگشت توسط انتخاب طبیعی با بقای متفاوت و بازتولید ژن‌ها در یک جمعیت، در نتیجه حفاظت محیط زیست یا تعامل با محیط زیست اتفاق می‌افتد. خطر افزایش بیش از حد جمعیت می‌تواند منجر به قحطی، بیماری و فاجعه‌های زیست‌محیطی شود و شاید موفقیت فرگشتی کل گونهٔ انسانی را در آینده را به خطر بیندازد؛ بنابراین، از قضا، شاید نداشتن فرزند بهترین راه برای تضمین طول عمر ژن انسان باشد.

## مفاهیم مرتبط

### بحران وجودی
بحران وجودی بحران‌های معنا هستند. آنها با این تصور به وجود می‌آیند که زندگی فاقد معنا است.< این تصور می‌تواند منجر به درگیری درونی شود، زیرا میل (روان‌شناسی) قوی برای یافتن نوعی معنا در زندگی وجود دارد. در ادبیات اگزیستانسیالیسم، اختلاف بین میل فرد به معنا و فقدان ظاهری آن در جهان، ابسوردیسم نامیده می‌شود. در حالی که این تضاد ممکن است حداقل تا حدودی افراد مختلف را تحت تأثیر قرار دهد، اما در مورد بحران‌های وجودی به سطح شدیدتری می‌رسد. این سطح منجر به تجربه‌های منفی مختلفی مانند استرس (زیست‌شناسی)، اضطراب، ناامیدی و افسردگی (حالت) می‌شود. در موارد جدی تر، این علائم عملکرد طبیعی فرد را در زندگی روزمره مختل می‌کند. یک عارضه جانبی مثبت این تجربیات منفی این است که فرد آسیب دیده را وادار می‌کند تا به موضوع اصلی رسیدگی کند. این فرصت ممکن است موجب رشد شخصی و بهبود روش زندگی شود.
درمانگران اغلب سعی می‌کنند با کمک به بیماران خود در کشف معنای زندگی، بحران‌های وجودی را درمان کنند. یک تمایز مهم در این زمینه، تفاوت معنای شخصی و معنای کیهانی است. در مفهوم کیهانی، اصطلاح «معنای زندگی» به هدف جهان به عنوان یک کل یا چرا ما اینجا هستیم، ارتباط دارد. یکی از راه‌های حل بحران وجودی، یافتن پاسخی رضایت‌بخش برای این سؤال است. این اغلب به شکل یک توضیح دین است که شامل یک موجود الهی است که جهان را برای هدف خاصی خلق کرده است. رویکرد دیگر برای حل بحران‌های وجودی این است که معنا را نه در کیهان، بلکه در مورد شخصیت جستجو کنیم. این روش معمولاً شکل سکولارتری به خود می‌گیرد: درمانگر به فرد کمک می‌کند تا بفهمد چه چیزی برایش مهم است یا چرا زندگی‌اش ارزش زیستن دارد. در این رابطه، آنها ممکن است کشف کنند که چگونه زندگی شخصی آنها می‌تواند معنادار باشد، مثلاً با وقف خود به خانواده یا حرفه خود. این رویکرد ممکن است یک بحران وجودی را کاهش دهد یا حل کند، حتی اگر فرد هنوز پاسخی به سؤال بزرگتر دربارهٔ معنای عمیق‌تر پشت همه چیز نداشته باشد.

### اهمیت
فیلسوف آلمانی فردریش نیچه گفته است «کسی که دلیلی برای زندگی کردن دارد، تقریباً می‌تواند هر ناملایمی را تحمل کند.»
پرسش از معنای زندگی با این پرسش که چه چیزی اهمیت دارد، ارتباط تنگاتنگی دارد. این امر در این واقعیت منعکس می‌شود که یافتن معنا در زندگی اغلب با وقف خود به نوعی هدف عالی همراه است که اهمیت ویژه‌ای دارد. با این وجود، برخی از نظریه‌پردازان استدلال کرده‌اند که این دو مفهوم یکسان نیستند. این تمایز اغلب ناشی از مشاهده این که جستجوی معنای زندگی معمولاً به عنوان یک هدف تحسین‌برانگیز مرتبط با خود تعالی در نظر گرفته می‌شود.
نظریه‌پردازان مختلف استدلال کرده‌اند که مهم بودن به معنای تأثیرگذاری بر جهان یا ایجاد تغییر است. برخی فقط نیاز دارند که این تأثیر عالی به اندازه کافی بزرگ باشد. برخی دیگر به عنوان یک عنصر اضافی شامل این هستند که تفاوت مورد نظر باید بر ارزش جهان تأثیر بگذارد. این اغلب با اشاره به بهزیستی تفسیر می‌شود: درجه اهمیت یک چیز به میزان تأثیر آن بر رفاه موجودات ذی‌شعور مشخص می‌شود. با این حال، ارتباط داشتن با یک هدف معمولاً برای اهمیت لازم نیست. در این راستا، ممکن است برخی از امور به‌طور تصادفی مهم باشد، بدون این‌که هدفی بالاتر هدایت شود؛ مثلاً ممکن است شخصی به‌طور اتفاقی به چیزی برخورد کند و در نتیجه ناخواسته باعث ایجاد اثر پروانه‌ای در نسبت‌های شدید شود. در چنین حالتی زندگی فرد به دلیل عواقبی که به بار آورده اهمیت بالایی پیدا کرده است. با این وجود، این به معنای آن نیست که به نوعی معنای عمیق‌تر یا هدف بالاتری نیز دست یافته است.
تفاوت دیگر این است که جستجو و پی بردن به معنای زندگی معمولاً توسط نظریه‌پردازان به عنوان یک اقدام مثبت و ارزشمند دیده می‌شود. با این حال، بسته به نوع تفاوت ارزش، اهمیت می‌تواند مثبت یا منفی باشد. برای نمونه، الکساندر فلمینگ است. از آنجایی که کشف پنی‌سیلین توسط او به بسیاری از افراد کمک کرد تا باکتری بیماری‌زاهای خود را درمان کنند. آدولف هیتلر، از سوی دیگر، به معنای منفی مهم بود، زیرا سیاست‌های او باعث رنج گسترده مردم بی‌شماری شد.